# Yellow Bluff
Yellow Bluff – miasto w Stanach Zjednoczonych, w stanie Alabama, w hrabstwie Wilcox. W roku 2023 miasto zamieszkiwało 216 osób, a gęstość zaludnienia wynosiła 154,3 osoby/km².